# ジェイコブ・ベル (化学者)
ジェイコブ・ベル（1810年3月5日 - 1859年6月12日、英: Jacob Bell）は、英国出身の薬学化学者で、薬学界を改善するために働いていた。1850年から1852年までホイッグ党所属の国会議員であった。

## 経歴
ジョン・ベル（1774年-1849年）とその妻であるエライザ・スミス（1839年没）の6人の子供のひとりとしてロンドンに生まれる。
教育修了後、オックスフォード・ストリートにおいて化学者として父親の下で働き、同時期に王立研究所で化学の講義、キングス・カレッジ・ロンドンで医学の講義を受けた。概して化学者に対する関心事には常に鋭敏であったため、医薬品業界の同業者を即座に守る上でその地位を向上させるための協会設立の着想を思いついた。1841年4月15日に開催された公開会議において英国王立薬剤師協会設立が決議された。
多くの難題に直面しながらも計画を進めていき、ジ・ファーマシューティカル・ジャーナルの創刊により薬剤師の大義をさらに発展させ、発行の管理に18年間携わった。1843年、英国王立薬剤師協会は勅許により設立が許可された。
新組織が最初に着目した不正行為は無資格の人間による薬局開業であった。1845年にベルはこの事態に対応するための法案草稿を作成した。法案における条項のひとつとしてあったのは、英国王立薬剤師協会を薬剤師に関連するあらゆる問題を管理する組織として認識してもらうことであった。この後も薬剤師の法律に関するこの問題は暫くの間広範囲に渡って議論された。
1850年12月、議会で改革案をより効果的に提唱するべく、ベルはセント・アルバンス選挙区の補欠選挙に立候補し議席を獲得することに成功した。ベルが作成した法案草稿は第二読会まで進んだものの、委員会においてかなり削減され、最後に法律として成立したのは発起人の意向を部分的に表現したものにすぎなかった。ベルは『イギリスにおける薬学発展の歴史的概略』を執筆した。
1852年5月、セント・アルバンスは汚職により選挙権を剥奪された。1852年に行われた総選挙において、バッキンガムシャー州グレイトマーロー選挙区から出馬したが落選した。さらに1854年12月に行われた総選挙ではメリルボーン選挙区から出馬したが、議席を得ることはできなかった。
弟のジェイムスもまた1852年から1857年まで自由党所属の国会議員であった。
友人に画家のエドウィン・ランドシーアがおり、愛犬家であったベルはランドシーアの有名な絵画である「威厳と軽率」に描かれている2頭の犬を所有していた。1858年にはウィリアム・フリス画の「ダービーの日」を画家から1500ポンドで購入した。翌年の1859年6月12日に亡くなった際にはこの作品をロンドンにあるナショナル・ギャラリーに委ねた。